# Michael Cudlitz
Michael Cudlitz (Long Island, 30 november 1964) is een Amerikaans acteur. Hij speelde onder meer sergeant Denver "Bull" Randleman in de televisieserie Band of Brothers. Verder speelde hij een vaste rol in Beverly Hills 90210, een vaste rol in The Walking Dead en een hoofdrol in de film Dragon: The Bruce Lee Story.
Cudlitz speelde gastrollen in onder meer 21 Jump Street, CSI: Crime Scene Investigation, 24 en Prison Break. Hij zat in 2006-07 in alle afleveringen van de televisieserie Standoff, waar hij de rol van de commandant van het Hostage Rescue Team van de FBI, speelde. De serie werd na één seizoen gestopt. Sinds april 2009 speelt Cudlitz in een andere televisieserie, Southland.
Naast rollen in film vertolkte Michael Cudlitz ook rollen in videogames (alleen stem) zoals Call of Duty 2: Big Red One en Call of Duty 4: Modern Warfare.

## Filmografie
- Beautiful Disaster (2023)
- The Walking Dead (2014)
- Crossing Over (2009)
- Satin (2009)
- Tenure (2009)
- Sex Drive (2008)
- Running Scared (2006)
- Welcome to the Neighborhood (2003)
- Band of Brothers (2001)
- American Virgin (2000)
- Blessed Art Thou (2000)
- Small Change (1999)
- Forces of Nature (1999)
- Lured Innocence (1999)
- Thirst (1998)
- The Negotiator (1998)
- Grosse Pointe Blank (1997)
- D3: The Mighty Ducks (1996)
- Follow the Bitch (1996)
- Savage (1996)
- Dragon: The Bruce Lee Story (1993)
- The Liars' Club (1993)
- A River Runs Through It (1992)
- Crystal Ball (1989)

Better call Saul (serie) 2022